# Alejandro Contreras
Alejandro Andrés Contreras Daza (Santiago del Cile, 3 marzo 1993) è un calciatore cileno, difensore del San Marcos de Arica.

## Carriera
Vinse il campionato cileno nel 2017 con l'Universidad de Chile.